# Acetabulum (Anatomie)

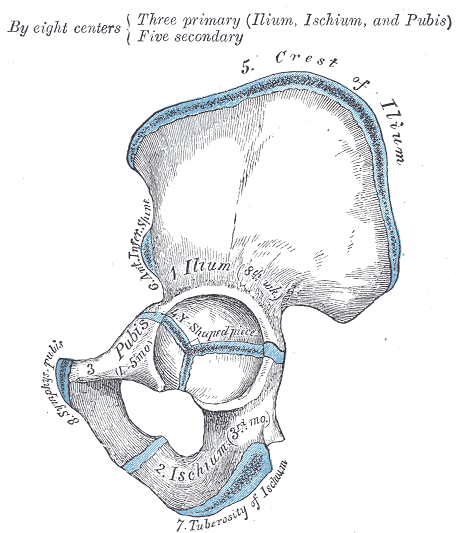
Darstellung des Acetabulum im Beckenknochen (Blick von links auf die linke Hüfte)

Als Acetabulum, Hüftgelenk- oder Beckenpfanne wird in der Anatomie der vom Becken gebildete knöcherne Anteil des Hüftgelenks bezeichnet, der den Kopf des Oberschenkelknochens aufnimmt.
Der medizinische Fachbegriff leitet sich von seiner Ähnlichkeit mit einem Essignäpfchen (lat. acetabulum von acetum für Essig) ab, wie es im antiken Rom auf jeder Tafel zu finden war.

## Anatomie

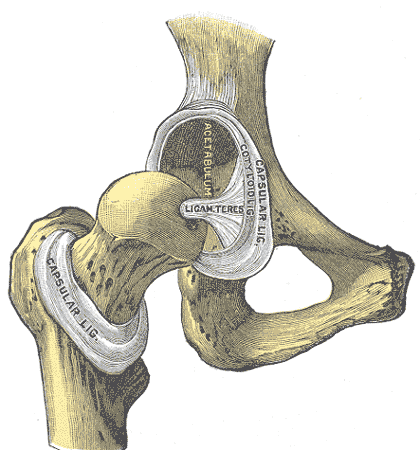
Das Acetabulum ist die Gelenkpfanne des Hüftgelenks. (rechte Hüfte mit ausgerenktem Oberschenkelknochenkopf)

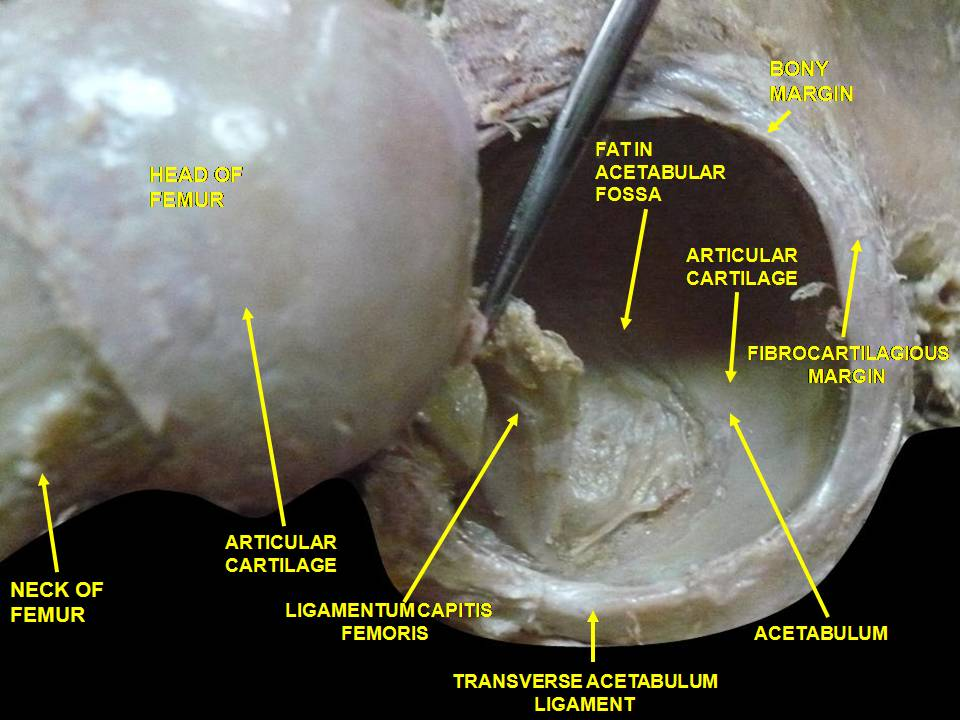
Präparation eines Hüftgelenks mit Blick in das Acetabulum

Das Acetabulum wird von Anteilen aller drei Knochen des Hüftbeins – Darmbein (Os ilium), Sitzbein (Os ischii) und Schambein (Os pubis) – gebildet. Bei Raubtieren ist darüber hinaus noch der Azetabularknochen (Os acetabulare) an der Bildung beteiligt, der Ende des zweiten Lebensmonats mit den übrigen Anteilen verschmilzt.
Das Acetabulum besteht aus einer halbmondförmigen Gelenkfläche (Facies semilunata), die bei Wiederkäuern zweigeteilt ist (Pars major und minor). Die Knorpelfläche ist beim Menschen nur etwa 2 Zentimeter lang und 0,3 Zentimeter dick.
In der Mitte ist das Acetabulum zur Hüftgelenksgrube (Fossa acetabuli) ausgehöhlt. In dieser Grube entspringt ein Band (Ligamentum capitis ossis femoris), das einen dünnen Zweig der Arteria obturatoria, die Arteria capitis femoris, aufnimmt. Diese ist an der arteriellen Versorgung des Oberschenkelknochens beteiligt. Das Band selbst hat keine mechanische Funktion. Die offene Seite des Halbmonds – beim Menschen vorn unten – wird als Incisura acetabuli („Hüftgelenkpfanneneinschnitt“) bezeichnet und durch ein Band (Ligamentum transversum acetabuli) verschlossen.
Bei Pferden zieht ein Lig. accessorium ossis femoris durch die Incisura acetabuli.
Der Rand des Acetabulums wird durch eine Gelenklippe (Labrum acetabuli) erhöht, die auf der umgebenden, knöchernen Gelenkpfanne (Limbus acetabuli) aufsitzt, so dass der Kopf des Oberschenkelknochens über seinen Äquator hinaus umfasst wird und daher ein Nussgelenk bildet. Die Gelenklippe (Labrum acetabulare) wird oftmals klinisch allerdings ebenfalls als Limbus bezeichnet.

## Klinik
Ein Knochenbruch im Bereich der Beckenpfanne wird als Acetabulumfraktur bezeichnet. Chronische Veränderungen des Acetabulums treten bei der Hüftgelenksarthrose auf. Eine Vorwölbung der Hüftgelenkpfanne (Protrusio acetabuli) kann erblich bedingt oder nach verschiedenen Hüftgelenkserkrankungen auftreten.
Eine zu flache Hüftgelenkpfanne kommt erblich bedingt vor allem beim Menschen (→ Hüftdysplasie) und verschiedenen Hunderassen (→ Hüftdysplasie des Hundes) vor.